# ザクセン選帝侯ヨハン・フリードリヒ1世の肖像
『ザクセン選帝侯ヨハン・フリードリヒ1世の肖像』（ザクセンせんていこうヨハン・フリードリヒいっせいのしょうぞう、独: Kurfürst Johann Friedrich von Sachsen、英: Portrait of John Frederick I, Elector of Saxony）は、イタリア・ルネサンスのヴェネツィア派の巨匠ティツィアーノ・ヴェチェッリオがキャンバス上に油彩で制作した絵画である。本作は、アウクスブルクで1548年から1550年の間に、おそらく1550年の後半、または1551年の初めに制作された。モデルの人物は、ザクセン選帝侯ヨハン・フリードリヒ (1503-1554年) である。本作は、鎧姿の『ザクセン選帝侯ヨハン・フリードリヒ1世の肖像』 (プラド美術館) とともに1558年のマリア・フォン・エスターライヒのコレクションに記述されている。マリアのコレクションを受け継いだフェリペ4世は、レガーネス侯爵に作品を贈っている。ウィーンでは、作品は17世紀に最初に記録されており、現在は美術史美術館に所蔵されている。

## 歴史

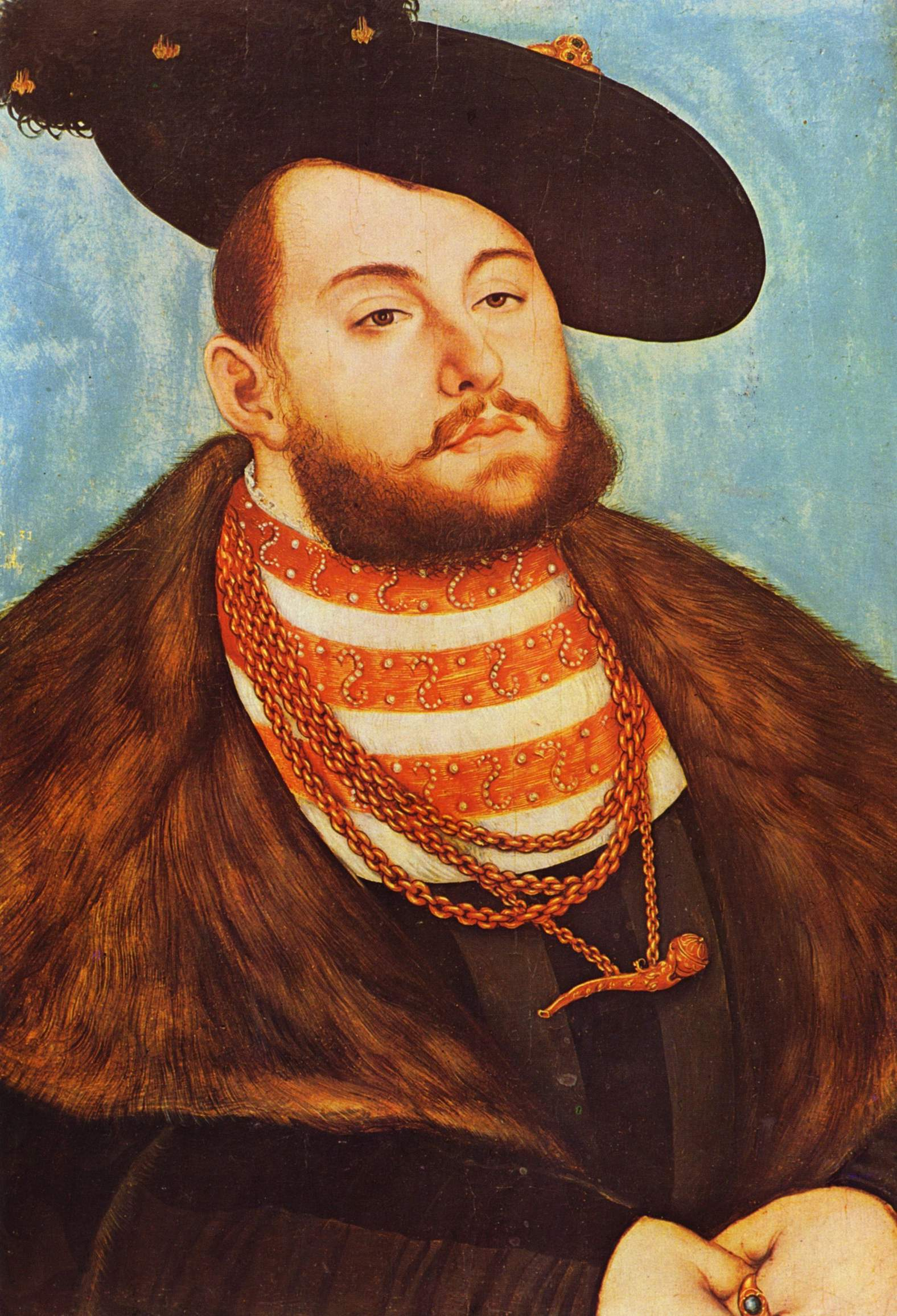
ルーカス・クラナッハ『ヨハン・フリードリヒ (ザクセン選帝侯)』(1531年)

ザクセン選帝侯ヨハン・フリードリヒは、新教徒 (プロテスタント) 同盟軍の指揮者として1547年4月20日のミュールベルクの戦い (シュマルカルデン戦争) で旧教徒 (カトリック) 軍のカール5世 (神聖ローマ皇帝) に敗れ、捕虜となって1552年まで幽閉された。
ティツィアーノは、皇帝カール5世の招きで1548年1月から9月まで、そして1550年11月から1512年の2月まで皇帝のアウクスブルクの宮廷に滞在した。アウクスブルク滞在中に、ティツィアーノは、当時のすべての君主、選帝侯、そのほかの王族たちの肖像を描いたが、これらの作品の多くは現在では失われている。現存している作品として、ミュンヘンのアルテ・ピナコテークには『カール5世の肖像』が、プラド美術館には名高い『カール5世騎馬像』が所蔵されている。
それらアウクスブルクにいた君主たちの中で、関心の的であったのは当時、囚われの身であったザクセン選帝侯ヨハン・フリードリヒであった。 ティツィアーノは、1度目のアウクスブルク滞在中に鎧姿の『ザクセン選帝侯ヨハン・フリードリヒ1世の肖像』 (プラド美術館) を描いている。画家は、1550年11月から2度目のアウクスブルク滞在をしており、同年11月11日の日付の手紙には、皇帝による画家に対する歓迎会のことが記述されている。おそらく画家のこの2度目のアウクスブルク滞在時に、現在ウィーンに所蔵されている『ザクセン選帝侯フリードリヒ1世の肖像』が描かれた。

## 作品
本作で、選帝侯はその巨体を黒い服と褐色のクロテンの毛皮の肩掛けに包み、黒の丸い帽子を手にしてアームチェアに腰かけている。捕虜にしてなお矜持を失わないその精悍な顔つきには、強い生気とともにいくばくかの憔悴も感じられる。頭部の描写は異例なほど精緻で、ドイツの画家ルーカス・クラナッハの作品をモデルにしているという推測も有力である。頭部や両手 (明部) と、黒と褐色の色調に暗示される身体の量塊 (暗部) の対比は、ティツィアーノ独自の絶妙な絵画的処理を示している。
ゲオルク・グロナウによれば、この作品は大きな損傷を受けているにもかかわらず、「ティツィアーノの手わざをあらゆる個所に示している」。 チャールズ・リキッツによれば、本作のすべての写真は満足のいくものではない。

## ギャラリー

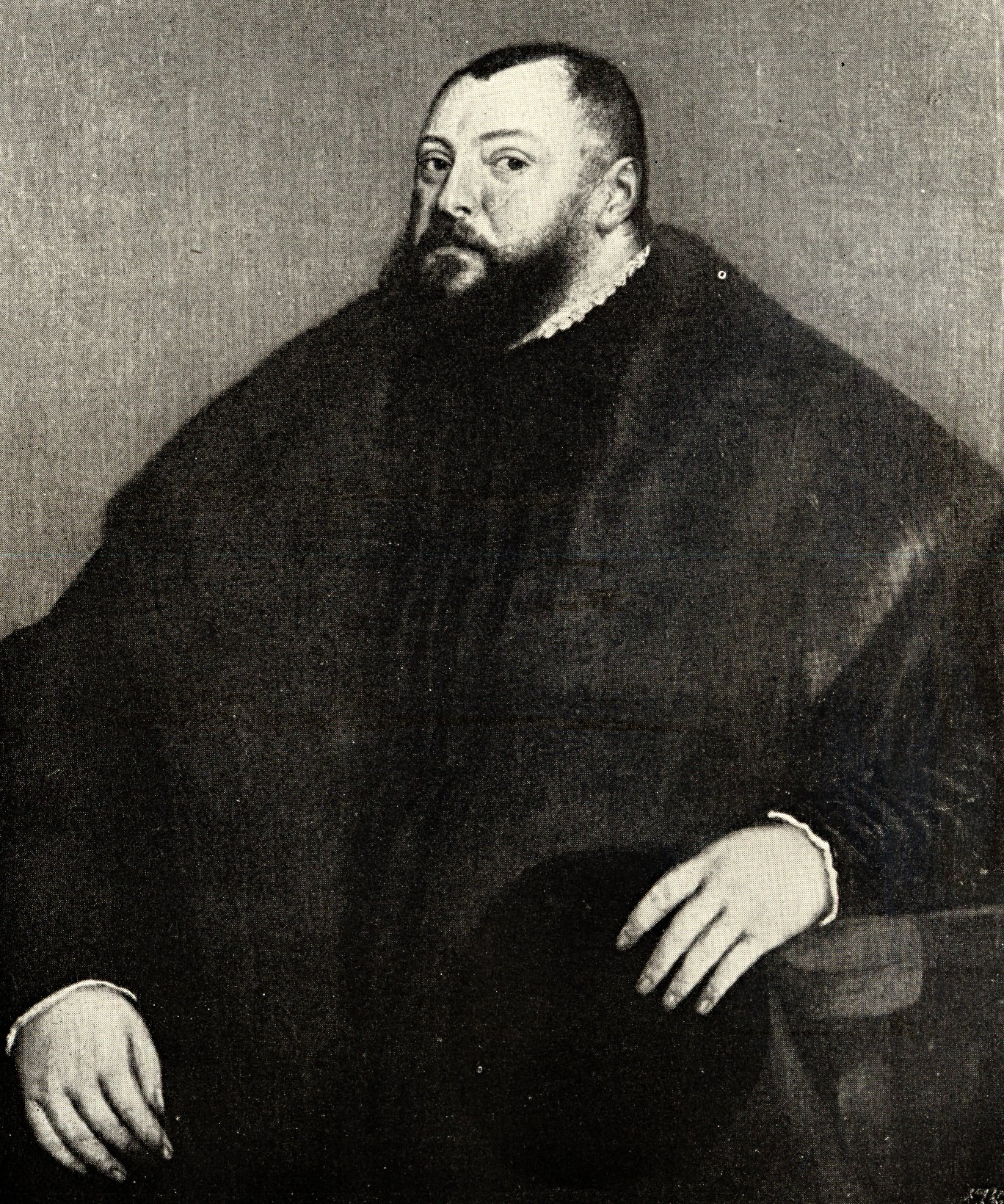
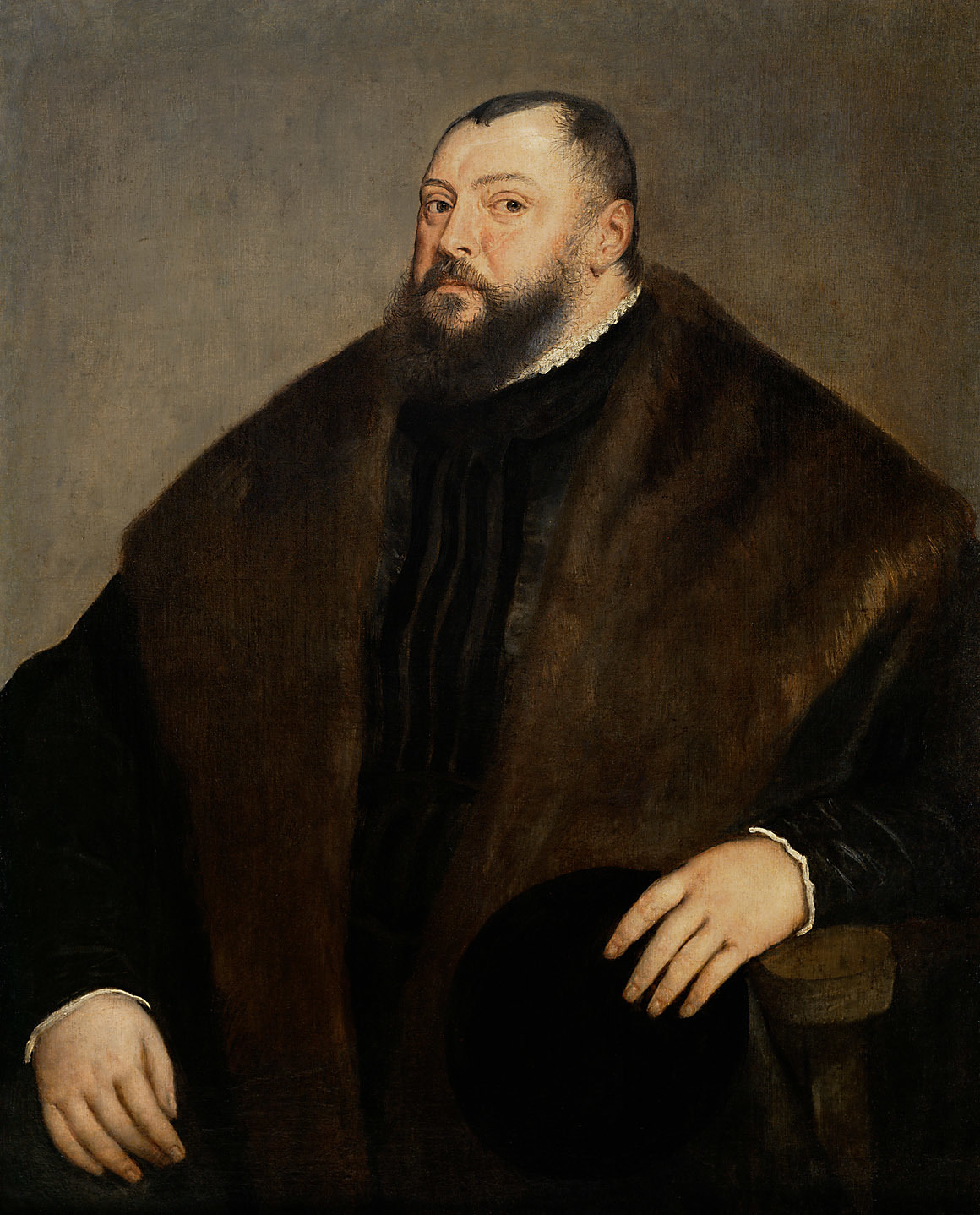
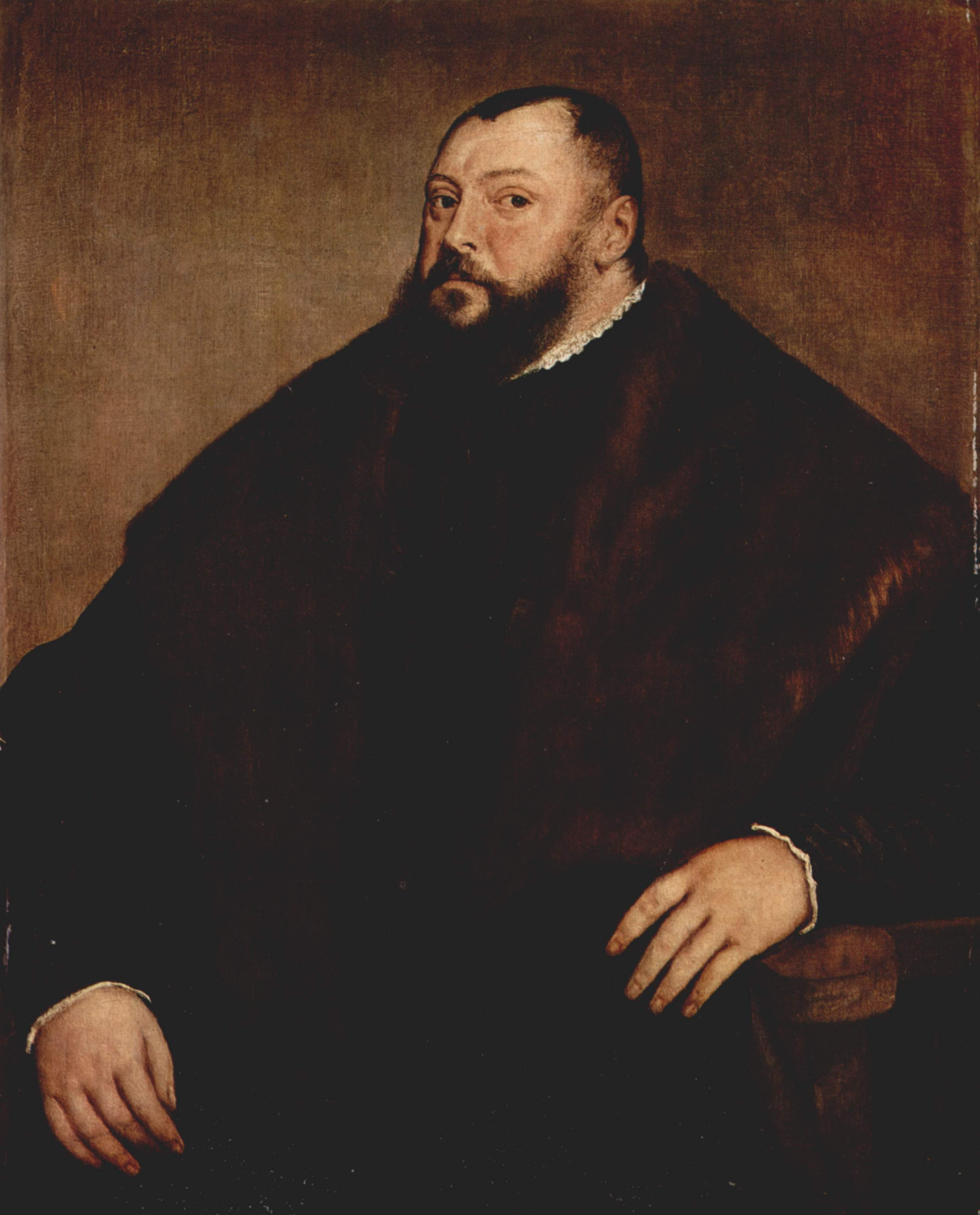
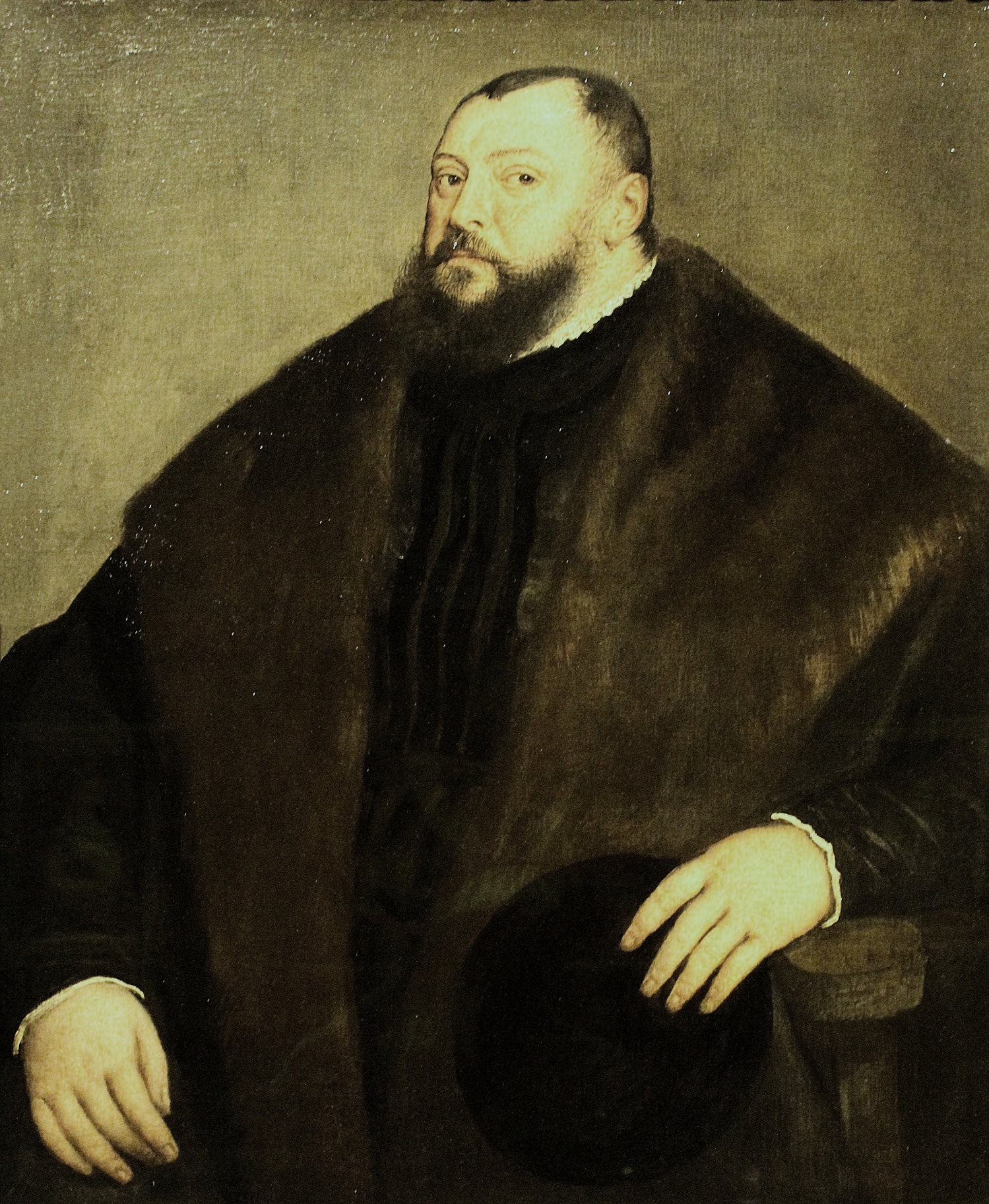